# Unione Sportiva Città di Palermo 2003-2004
Questa voce raccoglie le informazioni riguardanti l'Unione Sportiva Città di Palermo nelle competizioni ufficiali della stagione 2003-2004.

## Stagione

Il neoacquisto Luca Toni, protagonista della promozione con 30 gol che gli hanno valso inoltre il titolo di capocannoniere del vittorioso campionato di Serie B 2003-2004.

Gli investimenti della stagione precedente da parte di Maurizio Zamparini portano i suoi frutti nella stagione 2003-2004.  La campagna abbonamenti, svolta in due tranche (quella classica estiva e una inedita a metà stagione chiusa a gennaio), portò a 12.771 il numero di tessere sottoscritte.
Il calciomercato estivo porta a illustri cessioni, come quella del portiere beniamino dei tifosi Vincenzo Sicignano e dei bomber Filippo Maniero e Cristian La Grotteria. Di contro, la rosa viene rinforzata con l'arrivo di giocatori esperti come Gianluca Berti (portiere), ma soprattutto dell'estro a centrocampo di Eugenio Corini e la potenza fisica in attacco di Luca Toni dal Brescia.
Sulla panchina dei rosanero viene chiamato Silvio Baldini, che inizia la sua avventura con discreti risultati. Nelle prime venti giornate il Palermo perde in una sola occasione, nella trasferta di Torino contro i granata, trovandosi in seconda posizione. Prima del giro di boa la squadra entra in una piccola crisi di risultati con due trasferte consecutive perse contro Triestina e Bari alternate al successo interno contro il Livorno che portano la squadra a concludere al terzo posto il girone di andata. Lo sconvolgimento stagionale arriva al primo turno del girone di ritorno: i rosanero vengono sconfitti in casa 0-2 dalla Salernitana sancendo la prima sconfitta tra le mura amiche. I risultati altalenanti della fase centrale del campionato e alcune esternazioni non particolarmente gradite al presidente Zamparini da parte del tecnico Baldini portano all'incredibile esonero dell'allenatore, che lascia la squadra in piena corsa promozione. A guidare i rosanero viene chiamato Francesco Guidolin, che dopo una iniziale fase di assestamento che porta la squadra ad occupare il quarto posto, inizierà una scalata verso la serie A. 
La rosa viene ulteriormente rinforzata durante il mercato invernale, con acquisti che si riveleranno determinanti come quello di Fabio Grosso in difesa e dei gemelli Emanuele e Antonio Filippini a centrocampo. A partire dalla ventisettesima giornata il Palermo perderà solo in due occasioni, conquistando una vetta della classifica che non lascerà più a partire dalla vittoria interna contro il Como (trentunesima giornata). La festa della città esplode definitivamente il 29 maggio 2004, quando il Palermo conquista l'aritmetica promozione in serie A dopo il successo interno al Renzo Barbera contro la Triestina per 3-1. L'entusiasmo della città è determinato dall'assenza per oltre 31 anni dal massimo campionato, con l'ultima apparizione dei rosanero in serie A datata 1972-1973. Al termine del campionato i rosanero risulteranno i vincitori del torneo, condividendo la prima posizione a pari punti con il Cagliari.

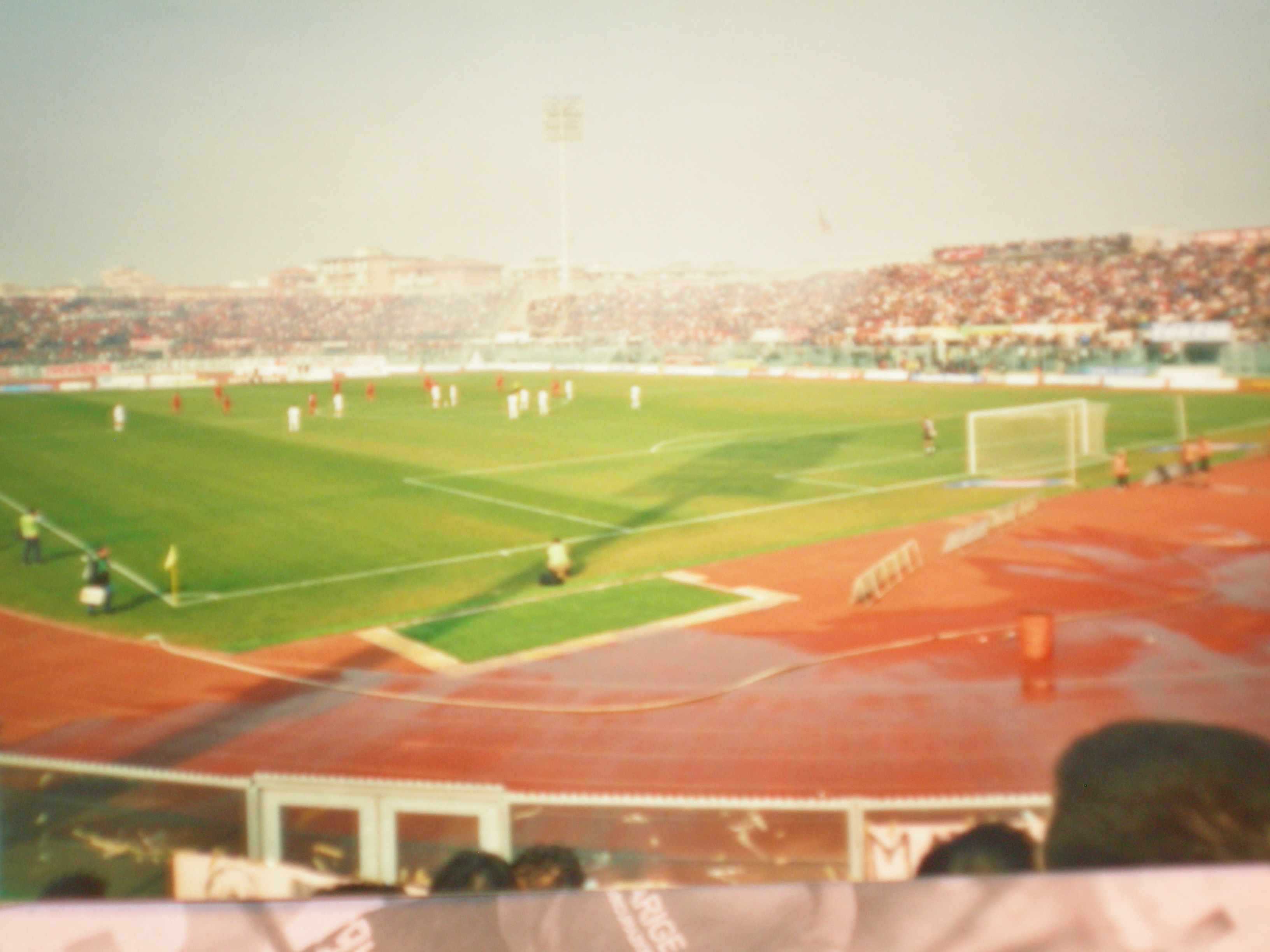
L'ultima trasferta del Palermo nel torneo cadetto, sul campo del Livorno anch'esso promosso.

In Coppa Italia i rosanero, che si sono qualificati disputando una sola partita, per una protesta di molte società di Serie B per l'allargamento dei quadri a 24 squadre partecipanti al campionato. Sono però usciti dal torneo agli ottavi di finale contro la Roma, i capitolini hanno vinto (1-0) all'Olimpico e (1-2) al Barbera.
Una curiosità stagionale riguarda il giocatore palermitano e tifoso del Palermo Gaetano Vasari, che aveva già indossato la maglia rosanero diverse stagioni prima. Vasari, in una intervista, ha dichiarato di aver rinunciato all'ingaggio offertogli dal Cesena l'estate del 2003, tornando a Palermo per esaudire la promessa fatta al padre in punto di morte: "riportare il Palermo in serie A". Il destino volle che proprio Gaetano Vasari segnerà l'ultimo gol dell'ultima partita stagionale, il 3-0 casalingo contro il Bari, tenendo fede alla promessa fatta.

## Divise e sponsor
Lo sponsor tecnico della stagione è Lotto. La prima divisa era rosa con colletto a girocollo e banda sui fianchi nera, pantaloncini e calzettoni neri. La seconda divisa era bianca con inserti rosa e neri. La terza maglia era speculare alla prima divisa, ma con colori invertiti: fondo nero e inserti rosa.
Per questa stagione lo sponsor principale sulle maglie è ancora Provincia di Palermo.

## Organigramma societario[8]
Area direttiva
- Presidente: Maurizio Zamparini
- Amministratore delegato: Guglielmo Micciché
- Segretario: Salvatore Francoforte
- Consiglieri: Andrea Zamparini, Diego Zamparini, Avv. Santi Magazzù
- Responsabile amministrazione: Adelina Ferrara

Area organizzativa
- Addetto stampa: Rosario Naimo, Fabrizio Giaconia
- Accompagnatore ufficiale: Giuseppe Conti

Area marketing
- Addetto marketing: Bedin

Area tecnica
- Direttore sportivo: Rino Foschi
- Collaboratori ds: Giuseppe Corti, Antonio Schio
- Osservatore: Gaetano Troja
- Allenatore: Silvio Baldini, poi Francesco Guidolin
- Allenatore in seconda: Diego Bortoluzzi (con entrambi gli allenatori)
- Preparatore atletico: Claudio Bordon, Francesco Chinnici, Adelio Diamante (solo con Guidolin)
- Preparatore dei portieri: Roberto Corti, poi Lorenzo Di Iorio
- Magazzinieri: Pasquale Castellana, Paolo Minnone
- Allenatore Primavera: Alfonso Ammirata

Area sanitaria
- Medico sociale: Roberto Matracia, Giuseppe Puleo
- Massofisioterapisti: Giovanni Bianchi, Andrea Bondielli

## Rosa
| N. |                    | Ruolo | Calciatore            |
| -- | ------------------ | ----- | --------------------- |
| 1  | Italia (bandiera)  | P     | Gianluca Berti        |
| 2  | Italia (bandiera)  | D     | Paolo Cotroneo        |
| 3  | Italia (bandiera)  | D     | Francesco Modesto     |
| 4  | Italia (bandiera)  | D     | Gianluca Atzori       |
| 5  | Italia (bandiera)  | C     | Eugenio Corini        |
| 6  | Italia (bandiera)  | D     | Christian Terlizzi    |
| 7  | Italia (bandiera)  | C     | Gaetano Vasari        |
| 8  | Italia (bandiera)  | C     | Daniele Di Donato     |
| 9  | Italia (bandiera)  | A     | Luca Toni             |
| 10 | Italia (bandiera)  | C     | Lamberto Zauli        |
| 11 | Italia (bandiera)  | C     | Salvatore Masiello    |
| 12 | Italia (bandiera)  | P     | Nicola Santoni        |
| 13 | Italia (bandiera)  | D     | Pietro Accardi        |
| 14 | Camerun (bandiera) | C     | Frank Oliver Ongfiang |
| 14 | Italia (bandiera)  | D     | Rocco D'Aiello        |
| 16 | Italia (bandiera)  | A     | Pietro Balistreri     |
| 17 | Italia (bandiera)  | A     | Antonino Asta         |
| 18 | Italia (bandiera)  | A     | Franco Brienza        |
| 18 | Italia (bandiera)  | D     | Fabio Grosso          |
| 19 | Italia (bandiera)  | D     | Daniele Zito          |

| N. |                         | Ruolo | Calciatore         |
| -- | ----------------------- | ----- | ------------------ |
| 20 | Italia (bandiera)       | A     | Simone Pepe        |
| 21 | Romania (bandiera)      | C     | Paul Codrea        |
| 21 | Italia (bandiera)       | D     | Giuseppe Biava     |
| 22 | Italia (bandiera)       | C     | Massimo Mutarelli  |
| 23 | Italia (bandiera)       | C     | Ighli Vannucchi    |
| 23 | Italia (bandiera)       | C     | Emanuele Filippini |
| 24 | Nigeria (bandiera)      | A     | John Olufemi       |
| 25 | Sierra Leone (bandiera) | D     | Kewullay Conteh    |
| 26 | Italia (bandiera)       | C     | Antonio Filippini  |
| 27 | Italia (bandiera)       | C     | Michele Trionfante |
| 29 | Romania (bandiera)      | D     | Valentin Năstase   |
| 30 | Brasile (bandiera)      | A     | Jeda               |
| 32 | Italia (bandiera)       | C     | Marco Fina         |
| 46 | Italia (bandiera)       | C     | Andrea Gasbarroni  |
| 51 | Italia (bandiera)       | C     | Vincenzo Giannusa  |
| 79 | Italia (bandiera)       | C     | Evans Soligo       |
| 81 | Italia (bandiera)       | D     | Michele Ferri      |
| 82 | Italia (bandiera)       | C     | Nicola Milano      |
| 84 | Italia (bandiera)       | P     | Paolo Comi         |

## Calciomercato

### Sessione estiva
| Acquisti | Acquisti           | Acquisti | Acquisti         |
| R.       | Nome               | da       | Modalità         |
| -------- | ------------------ | -------- | ---------------- |
| P        | Gianluca Berti     | Empoli   |                  |
| P        | Paolo Comi         | Monza    |                  |
| D        | Michele Ferri      | Milan    |                  |
| D        | Gianluca Atzori    | Empoli   |                  |
| D        | Christian Terlizzi | Cesena   |                  |
| C        | Evans Soligo       | Venezia  |                  |
| C        | Ighli Vannucchi    | Empoli   |                  |
| C        | Andrea Gasbarroni  | Juventus |                  |
| C        | Eugenio Corini     | Chievo   |                  |
| C        | Gaetano Vasari     | Cesena   |                  |
| A        | Simone Pepe        | Roma     |                  |
| A        | Franco Brienza     | Ascoli   | rientro prestito |
| A        | Luca Toni          | Brescia  |                  |

| Cessioni | Cessioni              | Cessioni    | Cessioni |
| R.       | Nome                  | a           | Modalità |
| -------- | --------------------- | ----------- | -------- |
| P        | Vincenzo Sicignano    | Parma       |          |
| D        | Alessandro Lucarelli  | Fiorentina  |          |
| D        | Oscar Brevi           | Ascoli      |          |
| D        | Matteo Pivotto        | Modena      |          |
| D        | Leandro Rinaudo       | Salernitana | prestito |
| C        | Valentino Lai         | Salernitana | prestito |
| C        | Manolo Pestrin        | Cesena      |          |
| C        | Frank Oliver Ongfiang | Cesena      |          |
| A        | Filippo Maniero       | Brescia     |          |
| A        | Cristian La Grottería | Padova      |          |

### Sessione invernale
| Acquisti | Acquisti           | Acquisti    | Acquisti |
| R.       | Nome               | da          | Modalità |
| -------- | ------------------ | ----------- | -------- |
| D        | Fabio Grosso       | Perugia     |          |
| D        | Giuseppe Biava     | AlbinoLeffe |          |
| C        | Antonio Filippini  | Brescia     |          |
| C        | Emanuele Filippini | Parma       |          |
| A        | Jeda               | Vicenza     |          |

| Cessioni | Cessioni          | Cessioni | Cessioni |
| R.       | Nome              | a        | Modalità |
| -------- | ----------------- | -------- | -------- |
| D        | Francesco Modesto | Ascoli   | prestito |
| C        | Paul Codrea       | Perugia  |          |
| C        | Ighli Vannucchi   | Empoli   |          |
| A        | Franco Brienza    | Perugia  |          |

## Risultati

### Serie B

#### Girone di andata
| Arbitro: | Girardi (San Donà di Piave) |

|           |           |                |
| Tulli 49’ | Marcatori | 94’ Gasbarroni |

| Arbitro: | Cruciani (Pesaro) |

|          |           |              |
| Toni 64’ | Marcatori | 90’ Beghetto |

| Avellino 11 settembre 2003, ore 20:30 3ª giornata | Avellino          | 0 – 0 referto | Palermo | Stadio Partenio\| Arbitro: \| Bergonzi (Genova) \| |
| Arbitro:                                          | Bergonzi (Genova) |               |         |                                                    |

| Arbitro: | Nucini (Bergamo) |

|                   |           |  |
| Corini 53’ (rig.) | Marcatori |  |

| Arbitro: | Rosetti (Torino) |

|                           |           |            |
| Brienza 14’ Mutarelli 83’ | Marcatori | 92’ Kharja |

| Arbitro: | Trefoloni (Siena) |

|                          |           |                   |
| Ferrante 24’ (rig.), 43’ | Marcatori | 59’ (rig.) Corini |

| Arbitro: | Bolognino (Milano) |

|                            |           |                      |
| Corini 11’ (rig.) Pepe 85’ | Marcatori | 55’ (aut.) Di Donato |

| Arbitro: | Gabriele (Frosinone) |

|  |           |                   |
|  | Marcatori | 57’ (rig.) Corini |

| Arbitro: | Dondarini (Finale Emilia) |

|                                 |           |  |
| Corini 29’ (rig.) Di Donato 33’ | Marcatori |  |

| Arbitro: | Rizzoli (Bologna) |

|            |           |            |
| Liendo 77’ | Marcatori | 90+4’ Toni |

| Arbitro: | De Santis (Roma) |

|               |           |                        |
| Bonfiglio 29’ | Marcatori | 28’ Toni 56’ Mutarelli |

| Palermo 2 novembre 2003, ore 15:00 12ª giornata | Palermo              | 0 – 0 referto | Atalanta | Stadio Renzo Barbera\| Arbitro: \| Gabriele (Frosinone) \| |
| Arbitro:                                        | Gabriele (Frosinone) |               |          |                                                            |

| Arbitro: | Paparesta (Bari) |

|  |           |                            |
|  | Marcatori | 7’ (rig.) Corini 65’ Zauli |

| Arbitro: | Racalbuto (Gallarate) |

|                                   |           |  |
| Ferri 27’ Toni 37’, 60’ Zauli 48’ | Marcatori |  |

| Arbitro: | Rodomonti (Roma) |

|                |           |              |
| Centurioni 50’ | Marcatori | 90+2’ Corini |

| Arbitro: | Palanca (Roma) |

|                    |           |                |
| Toni 27’, 52’, 72’ | Marcatori | 23’ Papa Waigo |

| Arbitro: | Racalbuto (Gallarate) |

|              |           |            |
| Colacone 56’ | Marcatori | 79’ Corini |

| Arbitro: | Romeo (Verona) |

|                        |           |           |
| Toni 14’ Di Donato 39’ | Marcatori | 30’ Biava |

| Vicenza 14 dicembre 2003, ore 15:00 19ª giornata | Vicenza           | 0 – 0 referto | Palermo | Stadio Romeo Menti\| Arbitro: \| Rizzoli (Bologna) \| |
| Arbitro:                                         | Rizzoli (Bologna) |               |         |                                                       |

| Palermo 21 dicembre 2003, ore 15:00 20ª giornata | Palermo          | 0 – 0 referto | Messina | Stadio Renzo Barbera\| Arbitro: \| De Santis (Roma) \| |
| Arbitro:                                         | De Santis (Roma) |               |         |                                                        |

| Arbitro: | Tombolini (Ancona) |

|                 |           |  |
| Moscardelli 82’ | Marcatori |  |

| Arbitro: | Brighi (Cesena) |

|                              |           |                  |
| Zauli 22’, 71’ Toni 49’, 84’ | Marcatori | 48’ C. Lucarelli |

| Arbitro: | Collina (Viareggio) |

|                                |           |            |
| Cordova 29’ (rig.) De Rosa 41’ | Marcatori | 35’ Corini |

#### Girone di ritorno
| Arbitro: | De Marco (Chiavari) |

|  |           |                  |
|  | Marcatori | 59’, 84’ Bogdani |

| Arbitro: | Paparesta (Bari) |

|                          |           |                      |
| Lucenti 42’ Beghetto 89’ | Marcatori | 49’ Toni 81’ Nastase |

| Arbitro: | Brighi (Cesena) |

|          |           |             |
| Toni 42’ | Marcatori | 70’ Stroppa |

| Arbitro: | Ayroldi (Molfetta) |

|                                                  |           |                     |
| Abeijon 42’ E. Filippini 79’ (aut.) Langella 87’ | Marcatori | 49’, 67’ Gasbarroni |

| Arbitro: | Rizzoli (Bologna) |

|              |           |         |
| Zampagna 41’ | Marcatori | 8’ Toni |

| Arbitro: | Racalbuto (Gallarate) |

|                         |           |               |
| Gasbarroni 39’ Jeda 40’ | Marcatori | 8’ Tiribocchi |

| Arbitro: | Girardi (San Donà di Piave) |

|  |           |                  |
|  | Marcatori | 5’ Toni 77’ Jeda |

| Arbitro: | Rizzoli (Bologna) |

|                            |           |                     |
| Toni 71’ Corini 89’ (rig.) | Marcatori | 83’ F. De Francesco |

| Arbitro: | Bolognino (Milano) |

|                           |           |          |
| Di Livio 34’ Vryzas 90+2’ | Marcatori | 20’ Toni |

| Arbitro: | De Marco (Chiavari) |

|                                               |           |  |
| Toni 20’, 82’ E. Filippini 39’ Gasbarroni 61’ | Marcatori |  |

| Arbitro: | Rizzoli (Bologna) |

|                   |           |  |
| Corini 50’ (rig.) | Marcatori |  |

| Bergamo 28 marzo 2004, ore 20:30 35ª giornata | Atalanta         | 0 – 0 referto | Palermo | Stadio Atleti Azzurri d'Italia\| Arbitro: \| De Santis (Roma) \| |
| Arbitro:                                      | De Santis (Roma) |               |         |                                                                  |

| Arbitro: | Messina (Bergamo) |

|                                                                 |           |  |
| A. Filippini 7’ Biava 30’ Toni 57’, 73’ (rig.) E. Filippini 70’ | Marcatori |  |

| Arbitro: | Rodomonti (Roma) |

|             |           |                  |
| Dionigi 28’ | Marcatori | 40’ A. Filippini |

| Arbitro: | De Santis (Roma) |

|                            |           |                                       |
| Corini 31’ (rig.) Jeda 43’ | Marcatori | 19’ A.D'Agostino 61’ Bianco 81’ Ganci |

| Arbitro: | Rizzoli (Bologna) |

|              |           |               |
| Adailton 11’ | Marcatori | 28’, 88’ Toni |

| Arbitro: | Ayroldi (Molfetta) |

|                               |           |            |
| Toni 5’, 52’ E. Filippini 44’ | Marcatori | 72’ Milito |

| Arbitro: | Tombolini (Ancona) |

|              |           |           |
| Raimondi 81’ | Marcatori | 59’ Biava |

| Arbitro: | Pellegrino (Barcellona Pozzo di Gotto) |

|                                       |           |  |
| Gasbarroni 10’ Toni 25’ Di Donato 65’ | Marcatori |  |

| Arbitro: | Rodomonti (Roma) |

|          |           |           |
| Sosa 80’ | Marcatori | 75’ Biava |

| Arbitro: | Dondarini (Finale Emilia) |

|                                |           |               |
| Toni 31’, 41’ E. Filippini 83’ | Marcatori | 63’ Mantovani |

| Arbitro: | Saccani (Mantova) |

|                  |           |          |
| C. Lucarelli 71’ | Marcatori | 69’ Toni |

| Arbitro: | Farina (Novi Ligure) |

|                                  |           |  |
| Toni 31’ Grosso 45+1’ Vasari 89’ | Marcatori |  |

### Coppa Italia
| Arbitro: | Castellani (Verona) |

|                     |           |  |
| Pepe 11’ Vasari 83’ | Marcatori |  |

| Treviso Primo turno - 2ª giornata | Treviso | – (Non disputata) | Palermo |  |

| Verona Primo turno - 3ª giornata | Verona | – (Non disputata) | Palermo |  |

| Arbitro: | Castellani (Verona) |

|                      |           |            |
| Vannucchi 56’ (rig.) | Marcatori | 25’ Schopp |

| Arbitro: | Morganti (Ascoli Piceno) |

|                         |           |                                    |
| Correa 50’ Gonzalez 85’ | Marcatori | 30’ Soligo 58’ Vannucchi 65’ Ferri |

| Arbitro: | Saccani (Mantova) |

|                   |           |  |
| M. Delvecchio 41’ | Marcatori |  |

| Arbitro: | Morganti (Ascoli Piceno) |

|          |           |                               |
| Pepe 30’ | Marcatori | 68’ Tommasi 80’ M. Delvecchio |

## Statistiche

### Statistiche di squadra
| Competizione | Punti | In casa | In casa | In casa | In casa | In casa | In casa | In trasferta | In trasferta | In trasferta | In trasferta | In trasferta | In trasferta | Totale | Totale | Totale | Totale | Totale | Totale | DR  |
| Competizione | Punti | G       | V       | N       | P       | Gf      | Gs      | G            | V            | N            | P            | Gf           | Gs           | G      | V      | N      | P      | Gf     | Gs     | DR  |
| ------------ | ----- | ------- | ------- | ------- | ------- | ------- | ------- | ------------ | ------------ | ------------ | ------------ | ------------ | ------------ | ------ | ------ | ------ | ------ | ------ | ------ | --- |
| Serie B      | 83    | 23      | 17      | 4       | 2       | 50      | 16      | 23           | 5            | 13           | 5            | 25           | 23           | 46     | 22     | 17     | 7      | 75     | 39     | +36 |
| Coppa Italia |       | 3       | 1       | 1       | 1       | 4       | 3       | 2            | 1            | 0            | 1            | 3            | 3            | 5      | 2      | 1      | 2      | 7      | 6      | +1  |
| Totale       |       | 26      | 18      | 5       | 3       | 54      | 19      | 25           | 6            | 13           | 6            | 28           | 26           | 51     | 24     | 18     | 9      | 82     | 45     | +37 |

### Andamento in campionato
| Giornata  | 1 | 2  | 3  | 4 | 5 | 6 | 7 | 8 | 9 | 10 | 11 | 12 | 13 | 14 | 15 | 16 | 17 | 18 | 19 | 20 | 21 | 22 | 23 | 24 | 25 | 26 | 27 | 28 | 29 | 30 | 31 | 32 | 33 | 34 | 35 | 36 | 37 | 38 | 39 | 40 | 41 | 42 | 43 | 44 | 45 | 46 |
| --------- | - | -- | -- | - | - | - | - | - | - | -- | -- | -- | -- | -- | -- | -- | -- | -- | -- | -- | -- | -- | -- | -- | -- | -- | -- | -- | -- | -- | -- | -- | -- | -- | -- | -- | -- | -- | -- | -- | -- | -- | -- | -- | -- | -- |
| Luogo     | T | C  | T  | C | C | T | C | T | C | T  | T  | C  | T  | C  | T  | C  | T  | C  | T  | C  | T  | C  | T  | C  | T  | C  | T  | T  | C  | T  | C  | T  | C  | C  | T  | C  | T  | C  | T  | C  | T  | C  | T  | C  | T  | C  |
| Risultato | N | N  | N  | V | V | P | V | V | V | N  | V  | N  | V  | V  | N  | V  | N  | V  | N  | N  | P  | V  | P  | P  | N  | N  | P  | N  | V  | V  | V  | P  | V  | V  | N  | V  | N  | P  | V  | V  | N  | V  | N  | V  | N  | V  |
| Posizione | 6 | 12 | 13 | 7 | 7 | 9 | 8 | 4 | 3 | 3  | 3  | 3  | 3  | 2  | 2  | 1  | 2  | 2  | 2  | 2  | 2  | 1  | 3  | 3  | 3  | 3  | 4  | 4  | 3  | 2  | 1  | 1  | 1  | 1  | 1  | 1  | 1  | 1  | 1  | 1  | 1  | 1  | 1  | 1  | 1  | 1  |

Legenda:

Luogo: C = Casa; T = Trasferta. Risultato: V = Vittoria; N = Pareggio; P = Sconfitta.

### Statistiche dei giocatori[14]
| Giocatore      | Serie B  | Serie B | Serie B     | Serie B    | Coppa Italia | Coppa Italia | Coppa Italia | Coppa Italia | Totale   | Totale | Totale      | Totale     |
| Giocatore      | Presenze | Reti    | Ammonizioni | Espulsioni | Presenze     | Reti         | Ammonizioni  | Espulsioni   | Presenze | Reti   | Ammonizioni | Espulsioni |
| -------------- | -------- | ------- | ----------- | ---------- | ------------ | ------------ | ------------ | ------------ | -------- | ------ | ----------- | ---------- |
| P. Accardi     | 32       | 0       | 4           | 0          | 3            | 0            | 0            | 0            | 35       | 0      | 4           | 0          |
| A. Asta        | 0        | 0       | 0           | 0          | 0            | 0            | 0            | 0            | 0        | 0      | 0           | 0          |
| G. Atzori      | 17       | 0       | 5           | 0          | 1            | 0            | 0            | 0            | 18       | 0      | 5           | 0          |
| P. Balistrieri | 0        | 0       | 0           | 0          | 0            | 0            | 0            | 0            | 0        | 0      | 0           | 0          |
| G. Berti       | 42       | -35     | 5           | 0          | 1            | -0           | 0            | 0            | 43       | -35    | 5           | 0          |
| G. Biava       | 19       | 3       | 4           | 0          | 0            | 0            | 0            | 0            | 19       | 3      | 4           | 0          |
| F. Brienza     | 18       | 1       | 3           | 0          | 3            | 0            | 0            | 0            | 21       | 1      | 3           | 0          |
| P. Codrea      | 8        | 0       | 2           | 1          | 4            | 0            | 0            | 0            | 12       | 0      | 2           | 1          |
| P. Comi        | 0        | -0      | 0           | 0          | 0            | -0           | 0            | 0            | 0        | -0     | 0           | 0          |
| K. Conteh      | 32       | 0       | 1           | 0          | 2            | 0            | 0            | 0            | 34       | 0      | 1           | 0          |
| E. Corini      | 40       | 12      | 8           | 1          | 3            | 0            | 0            | 0            | 43       | 12     | 8           | 1          |
| P. Cotroneo    | 0        | 0       | 0           | 0          | 0            | 0            | 0            | 0            | 0        | 0      | 0           | 0          |
| R. D'Aiello    | 0        | 0       | 0           | 0          | 0            | 0            | 0            | 0            | 0        | 0      | 0           | 0          |
| D. Di Donato   | 39       | 3       | 5           | 1          | 0            | 0            | 0            | 0            | 39       | 3      | 5           | 1          |
| M. Ferri       | 36       | 1       | 7           | 0          | 3            | 1            | 2            | 0            | 39       | 2      | 9           | 0          |
| A. Filippini   | 21       | 2       | 3           | 1          | 0            | 0            | 0            | 0            | 21       | 2      | 3           | 1          |
| E. Filippini   | 20       | 4       | 6           | 1          | 0            | 0            | 0            | 0            | 20       | 4      | 6           | 1          |
| M. Fina        | 0        | 0       | 0           | 0          | 0            | 0            | 0            | 0            | 0        | 0      | 0           | 0          |
| A. Gasbarroni  | 39       | 6       | 1           | 0          | 2            | 0            | 0            | 0            | 41       | 6      | 1           | 0          |
| V. Giannusa    | 0        | 0       | 0           | 0          | 0            | 0            | 0            | 0            | 0        | 0      | 0           | 0          |
| F. Grosso      | 21       | 1       | 1           | 0          | 0            | 0            | 0            | 0            | 21       | 1      | 1           | 0          |
| Jeda           | 17       | 3       | 0           | 0          | 0            | 0            | 0            | 0            | 17       | 3      | 0           | 0          |
| S. Masiello    | 18       | 0       | 5           | 0          | 4            | 0            | 0            | 0            | 22       | 0      | 5           | 0          |
| N. Milano      | 0        | 0       | 0           | 0          | 1            | 0            | 0            | 0            | 1        | 0      | 0           | 0          |
| F. Modesto     | 1        | 0       | 0           | 0          | 5            | 0            | 0            | 0            | 6        | 0      | 0           | 0          |
| M. Mutarelli   | 41       | 2       | 15          | 0          | 3            | 0            | 0            | 0            | 44       | 2      | 15          | 0          |
| V. Năstase     | 16       | 1       | 6           | 1          | 3            | 0            | 2            | 0            | 19       | 1      | 8           | 1          |
| J. Olufemi     | 0        | 0       | 0           | 0          | 1            | 0            | ?            | ?            | 1        | 0      | 0+          | 0+         |
| F.O. Ongfiang  | 0        | 0       | 0           | 0          | 0            | 0            | 0            | 0            | 0        | 0      | 0           | 0          |
| S. Pepe        | 19       | 1       | 2           | 0          | 5            | 2            | ?            | ?            | 24       | 3      | 2+          | 0+         |
| N. Santoni     | 4        | -4      | 0           | 0          | 4            | -6           | 0            | 0            | 8        | -10    | 0           | 0          |
| E. Soligo      | 9        | 0       | 0           | 0          | 4            | 1            | 0            | 0            | 13       | 1      | 0           | 0          |
| C. Terlizzi    | 12       | 0       | 2           | 0          | 3            | 0            | 1            | 0            | 15       | 0      | 3           | 0          |
| L. Toni        | 45       | 30      | 6           | 0          | 2            | 0            | 1            | 0            | 47       | 30     | 7           | 0          |
| M. Trionfante  | 0        | 0       | 0           | 0          | 0            | 0            | 0            | 0            | 0        | 0      | 0           | 0          |
| I. Vannucchi   | 8        | 0       | 0           | 0          | 3            | 2            | 0            | 0            | 11       | 2      | 0           | 0          |
| G. Vasari      | 26       | 1       | 4           | 1          | 4            | 1            | 0            | 0            | 30       | 2      | 4           | 1          |
| L. Zauli       | 21       | 4       | 2           | 0          | 3            | 0            | 0            | 0            | 24       | 4      | 2           | 0          |
| D. Zito        | 0        | 0       | 0           | 0          | 0            | 0            | 0            | 0            | 0        | 0      | 0           | 0          |